# 鍵谷カナ
鍵谷 カナ（かぎや カナ、天明2年（1782年） - 元治元年5月28日（1864年7月1日））は、江戸時代後期の女性。伊予絣の創始者。

## 生涯
天明2年（1782年）、伊予国伊予郡垣生村今出（温泉郡埴生村を経て現在の愛媛県松山市西垣生町）に生まれる。
農家に嫁ぎ、その傍ら伊予縞の布を生産した。それに見せられ、享和年間（1801年～1804年）に新しい絣模様を考案、織屋の菊屋新助が考案した高機を使って織り出して、出身地名をとって今出絣を完成した。これが後に伊予絣となり、伊予の名物として人気を博した。
元治元年（1864年）5月28日に死去。長楽寺の墓に埋葬されている。昭和4年（1929年）にその功績を称え、同寺に鍵谷カナ頌功堂が建設された。また、民芸伊予かすり会館には銅像も建立された（手がけたのは西条市出身の彫刻家伊藤五百亀）。

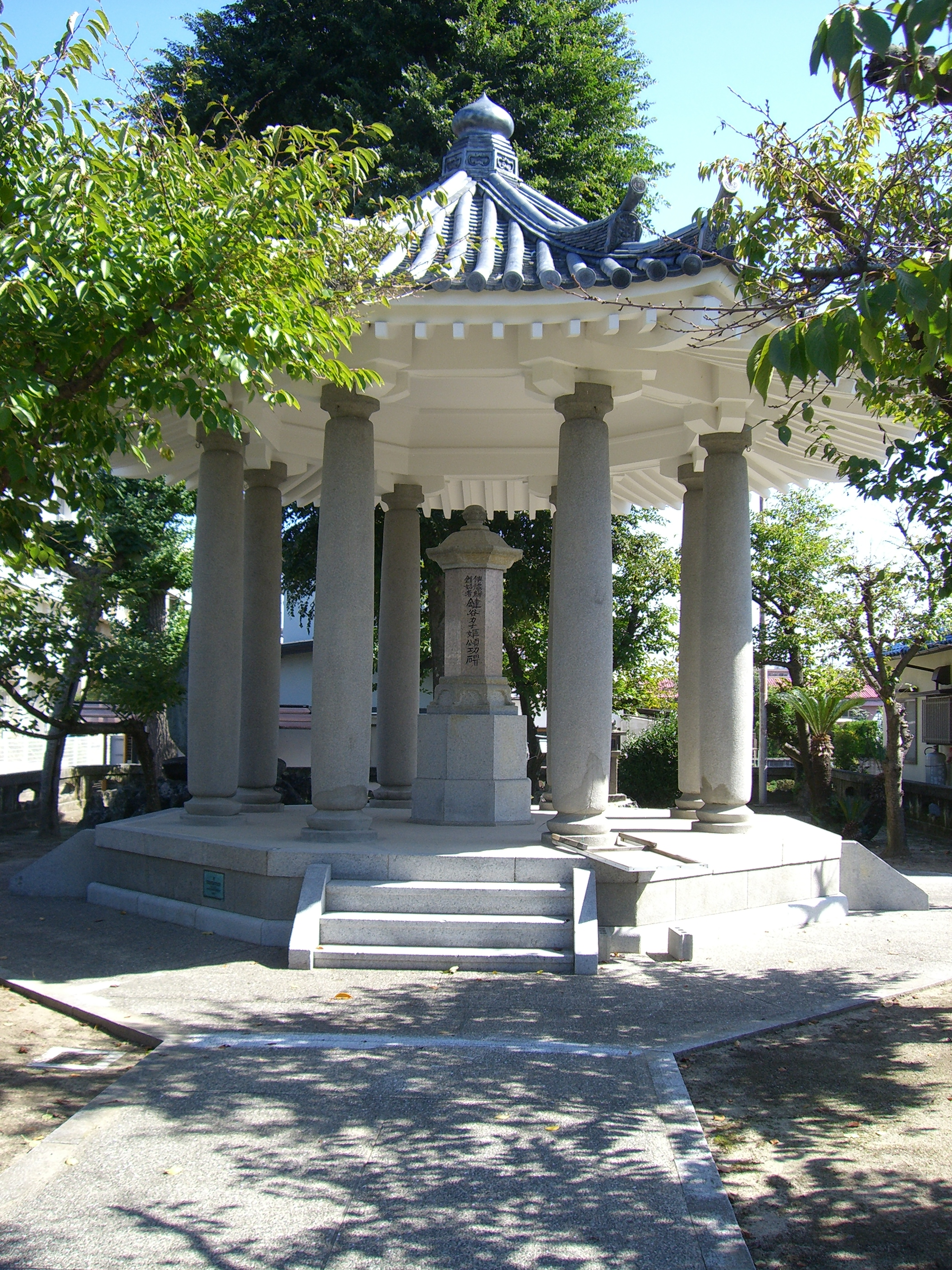
鍵谷カナ頌功堂（正面）
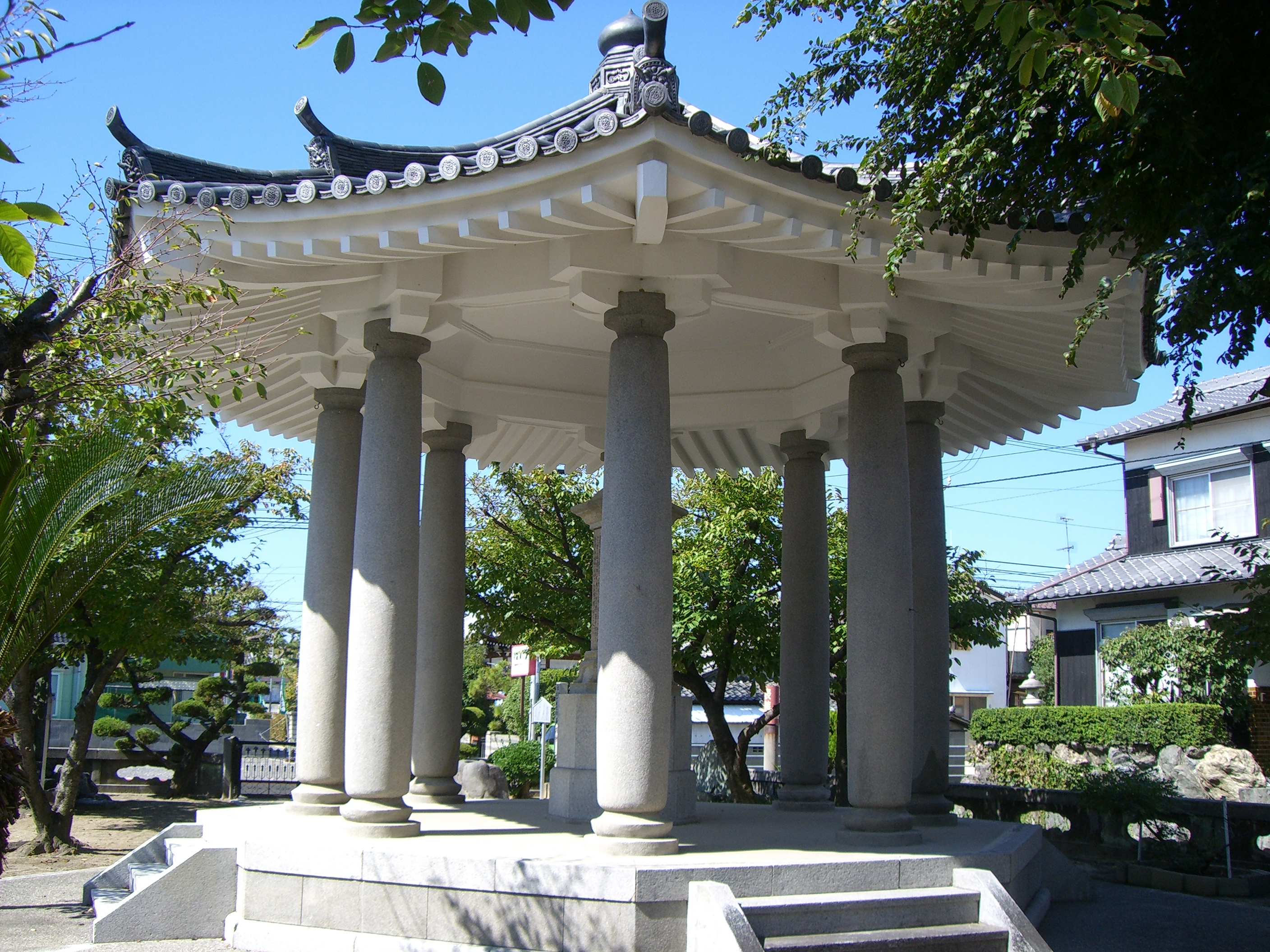
国の登録有形文化財（設計：木子七郎）
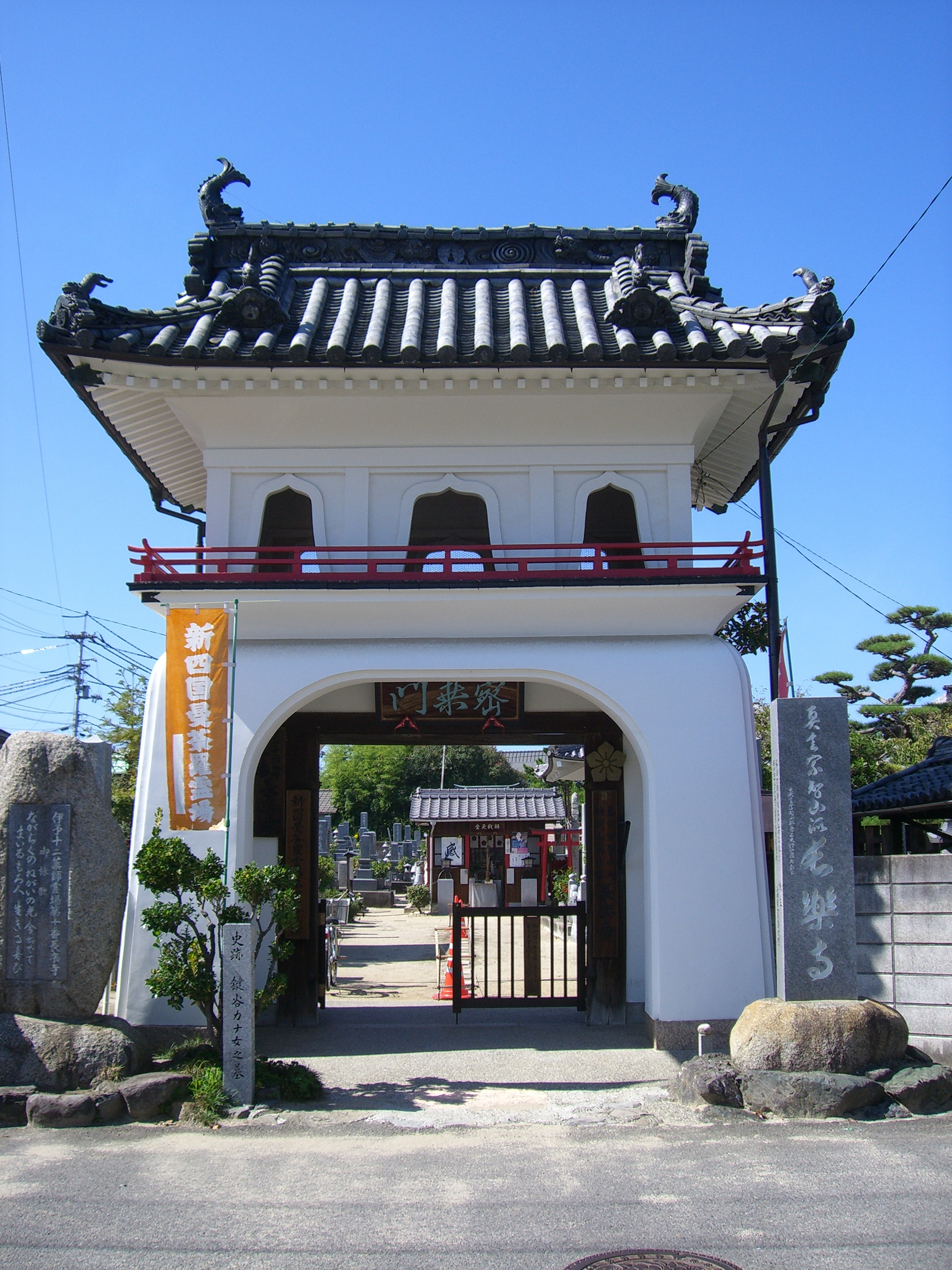
鍵谷カナの墓がある長楽寺（正面）
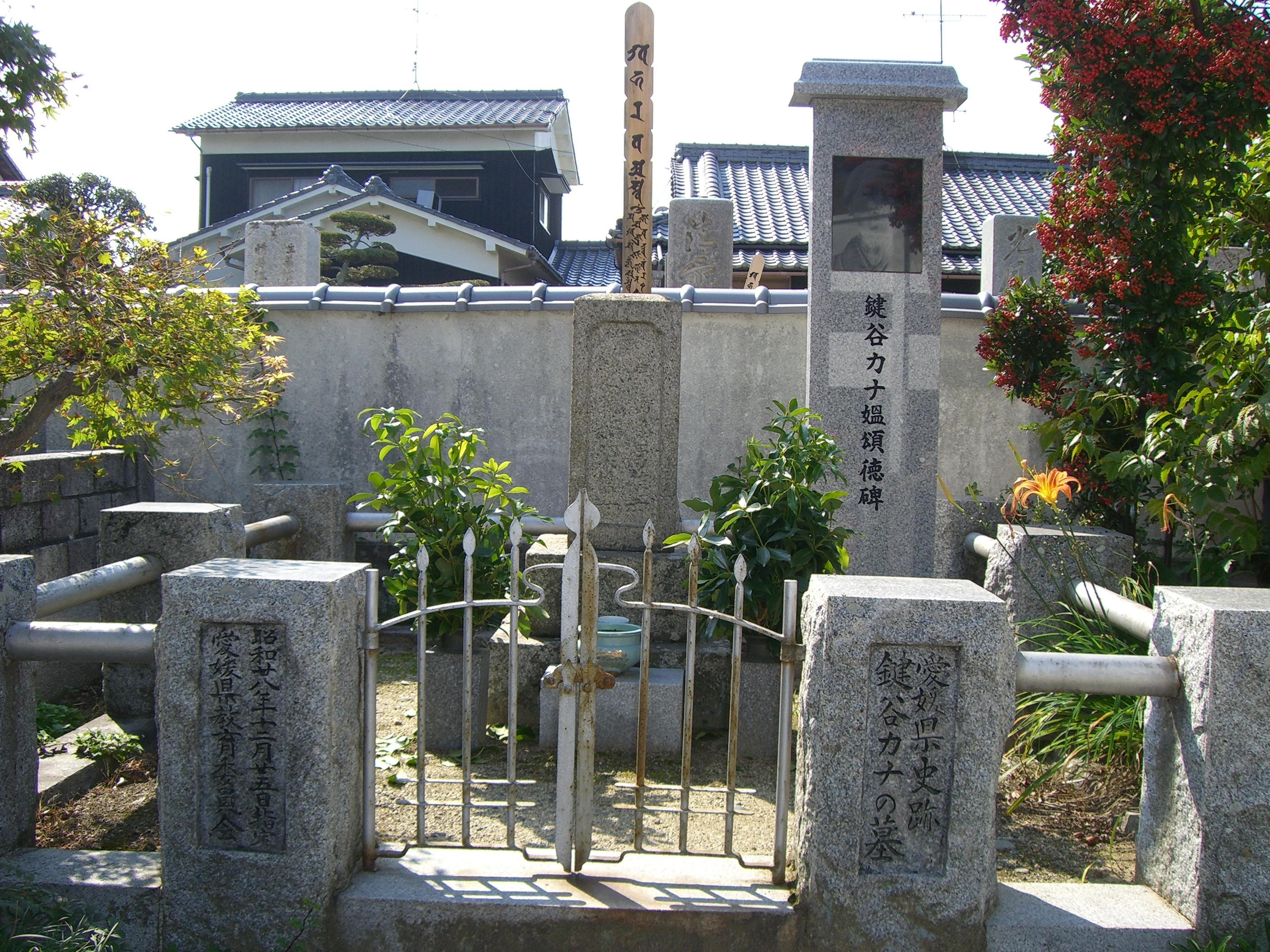
鍵谷カナの墓（愛媛県史跡）
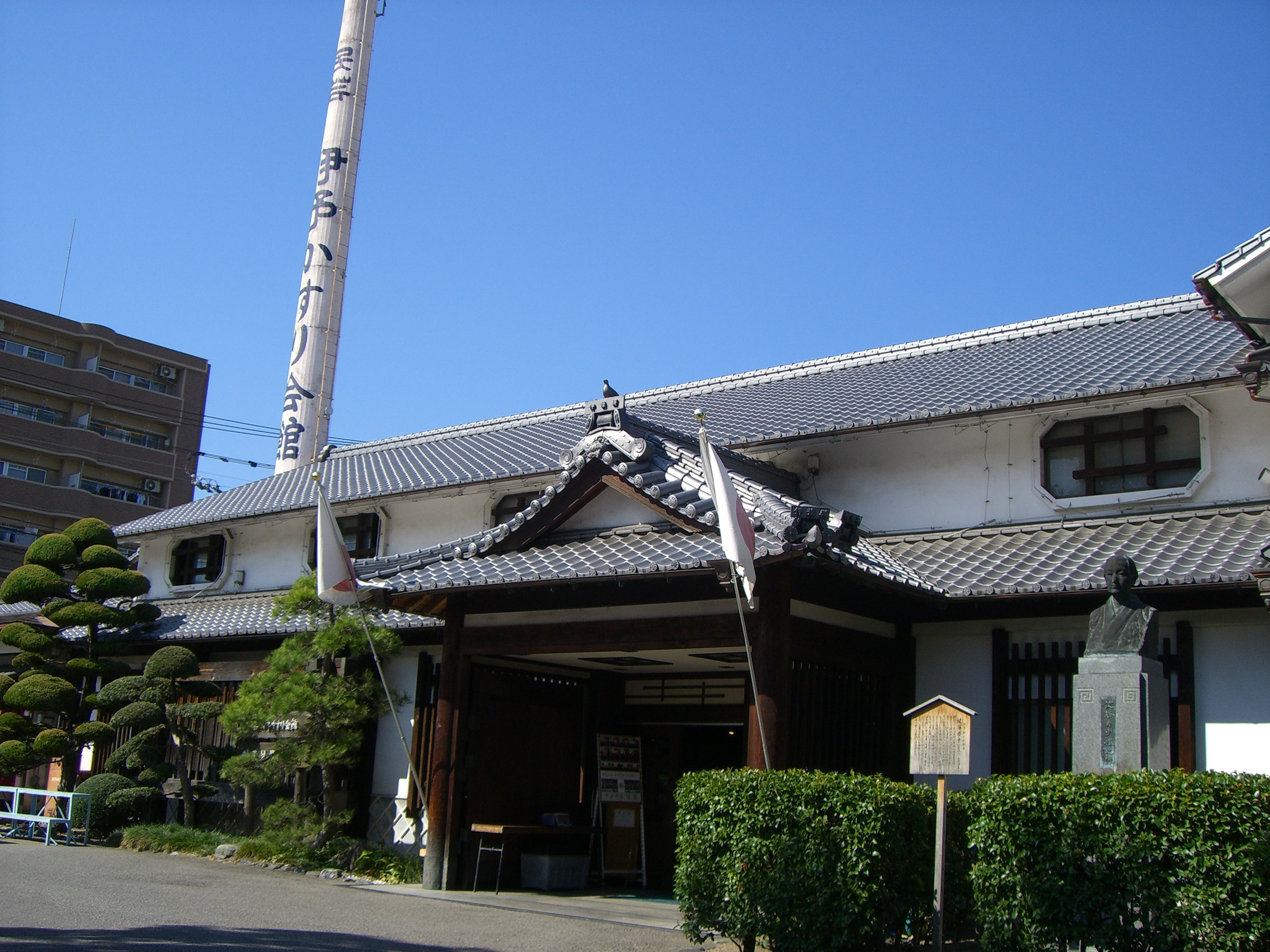
民芸　伊予かすり会館
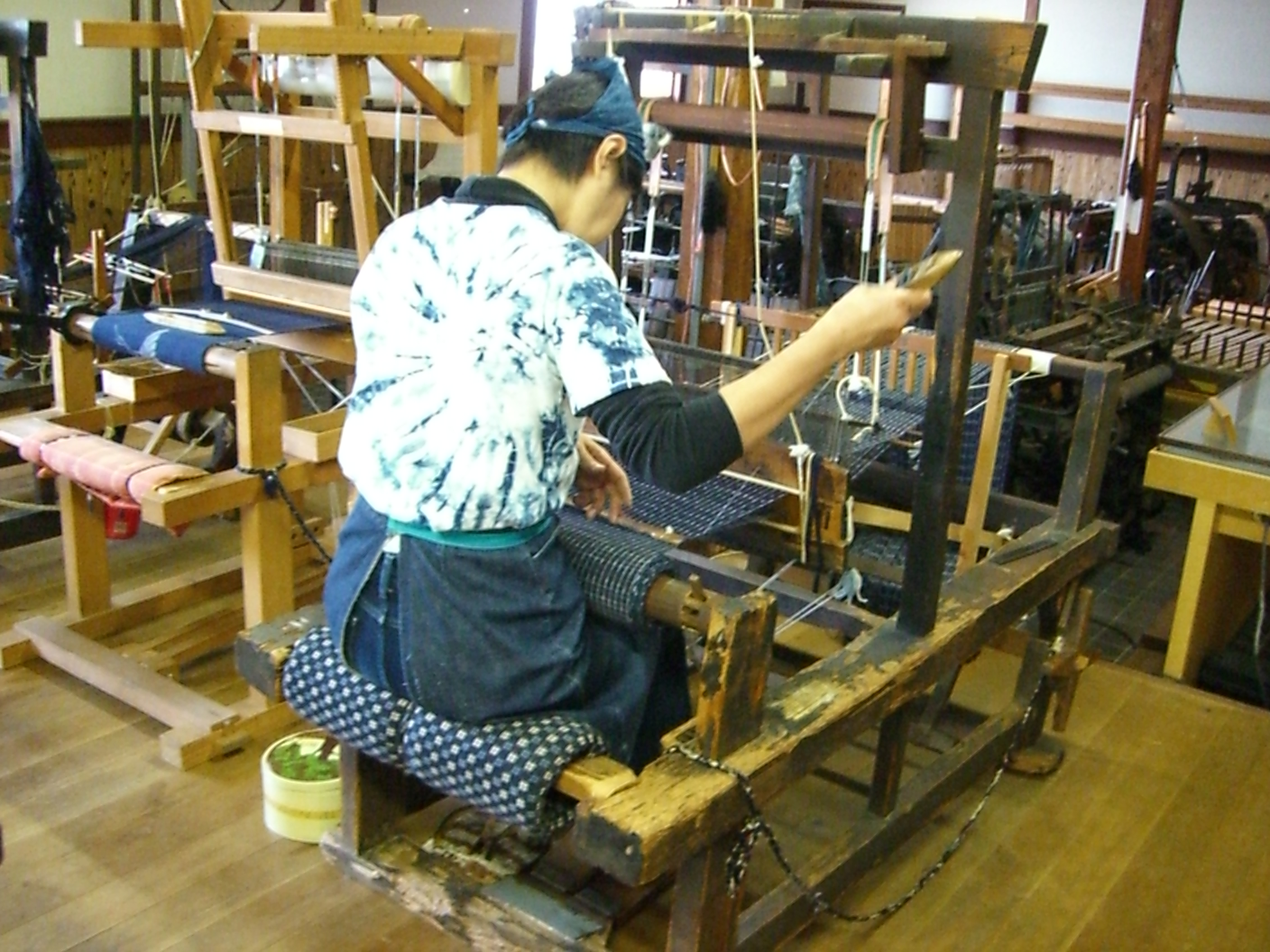
絣の機織りの実演（伊予かすり会館内）
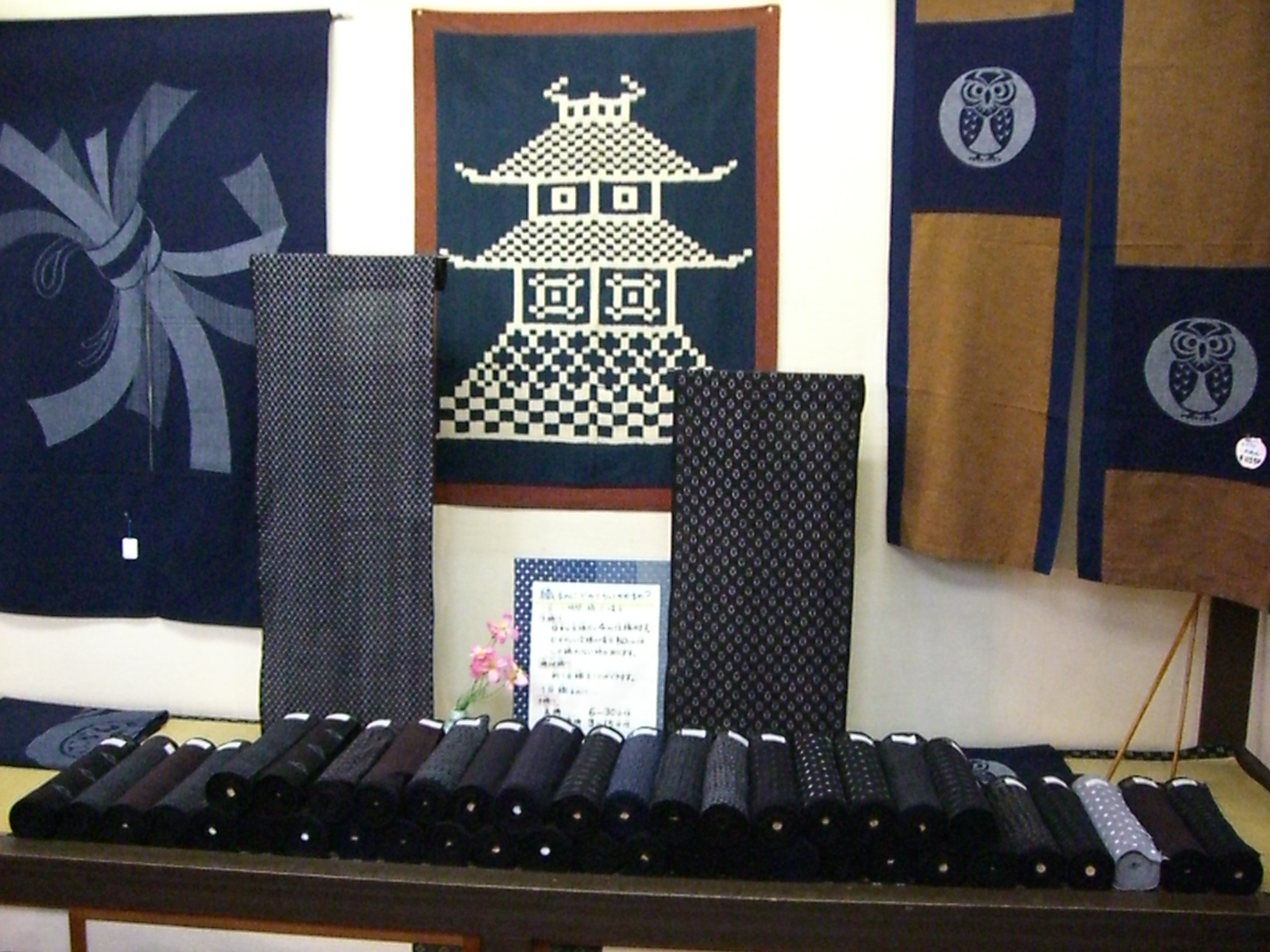
市販されている伊予絣